# Louise Parfait
Louise Essengue Eloumu Parfait (Yaoundé, 6 luglio 1990) è un calciatore camerunese, centrocampista della Villacidrese.

## Caratteristiche tecniche
Gioca come mediano, con compiti prevalentemente di rottura dell'azione avversaria. Può giocare come interno in un centrocampo a 3 o al fianco di un regista.

## Carriera

### Club
Parfait ha iniziato la sua carriera in Italia con il Genoa. Con la Primavera rossoblu ha vinto la Coppa Italia Primavera 2008-2009.
Nella stagione 2009-2010 è stato mandato in prestito al Piacenza, in Serie B. Ha fatto il suo debutto il 24 ottobre 2009 nella partita casalinga persa 2-3 contro il Modena.
Nel luglio 2010 viene nuovamente ceduto in prestito dal Genoa al Crotone. Esordisce con la sua nuova squadra in Coppa Italia il 14 agosto nel vittorioso incontro contro la Triestina, mentre in campionato il 28 agosto seguente nella partita Crotone-Padova (1-1).
Anche nella stagione successiva gioca in prestito in serie B, precisamente nell'Ascoli, con cui debutta il 14 agosto 2011 nella partita di Coppa Italia Ascoli-Taranto (3-1). Il 14 aprile 2012 va a segno (è il primo gol in Italia) nella partita di campionato Cittadella-Ascoli (1-3).
A fine stagione, dopo aver totalizzato 31 presenze con un gol con la maglia ascolana, rientra al Genoa.
Il 21 giugno 2012 il Genoa lo cede a titolo definitivo al Cesena. Debutta con i bianconeri il 18 agosto seguente nella partita di Coppa Italia casalinga contro il Crotone vinta 3-2. Disputa altre 20 partite nel campionato di Serie B 2012-2013.
Il 2 settembre 2013 viene ceduto in prestito dal Cesena al Lecce, club di Lega Pro Prima Divisione. Debutta con la maglia giallorossa l'8 settembre seguente, subentrando a Gianmarco Zigoni nel secondo tempo della partita Lecce-L'Aquila. Il 13 gennaio 2014 passa a titolo temporaneo al Pisa.
Nell'agosto 2014 viene ceduto a titolo definitivo al Chiasso, squadra di Challenge League svizzera. Fra il 2014 e il 2022 milita in diversi campionati (Tunisia, Macedonia e Indonesia) prima di tornare in Italia con il Colleferro in Eccellenza laziale tra luglio e dicembre 2022.
Inizia la stagione successiva con la maglia del Pro Novara, e nel dicembre 2023 passa alla Villacidrese sempre in Eccellenza.

### Nazionale
Con la nazionale Under-20 del Camerun ha disputato nel 2009 il campionato giovanile africano svoltosi in Ruanda e i Mondiali Under-20, nei quali ha giocato 3 partite. Nel 2011 ha giocato gli Afrikan Games svoltisi in Mozambico con la sua Nazionale Under-23.

## Statistiche

### Presenze e reti nei club
Statistiche aggiornate al 30 giugno 2015.
| Stagione        | Squadra         | Campionato      | Campionato | Campionato | Coppe nazionali | Coppe nazionali | Coppe nazionali | Coppe continentali | Coppe continentali | Coppe continentali | Altre coppe | Altre coppe | Altre coppe | Totale | Totale |
| Stagione        | Squadra         | Comp            | Pres       | Reti       | Comp            | Pres            | Reti            | Comp               | Pres               | Reti               | Comp        | Pres        | Reti        | Pres   | Reti   |
| --------------- | --------------- | --------------- | ---------- | ---------- | --------------- | --------------- | --------------- | ------------------ | ------------------ | ------------------ | ----------- | ----------- | ----------- | ------ | ------ |
| 2008-2009       | Genoa           | A               | 0          | 0          | CI              | 0               | 0               | -                  | -                  | -                  | -           | -           | -           | 0      | 0      |
| 2009-2010       | Piacenza        | B               | 20         | 0          | CI              | 0               | 0               | -                  | -                  | -                  | -           | -           | -           | 20     | 0      |
| 2010-2011       | Crotone         | B               | 14         | 0          | CI              | 2               | 0               | -                  | -                  | -                  | -           | -           | -           | 16     | 0      |
| 2011-2012       | Ascoli          | B               | 31         | 1          | CI              | 2               | 0               | -                  | -                  | -                  | -           | -           | -           | 33     | 1      |
| 2012-2013       | Cesena          | B               | 20         | 0          | CI              | 1               | 0               | -                  | -                  | -                  | -           | -           | -           | 21     | 0      |
| 2013-gen.2014   | Lecce           | PD              | 7          | 0          | CI-LP           | 0               | 0               | -                  | -                  | -                  | -           | -           | -           | 7      | 0      |
| gen.-giu.2014   | Pisa            | PD              | 10+3       | 0          | -               | -               | -               | -                  | -                  | -                  | -           | -           | -           | 13     | 0      |
| 2014-2015       | Chiasso         | CL              | 25         | 2          | CS              | 1               | 0               | -                  | -                  | -                  | -           | -           | -           | 26     | 2      |
| Totale carriera | Totale carriera | Totale carriera | 130        | 3          |                 | 6               | 0               |                    |                    |                    |             |             |             | 136    | 3      |